# El setè matí
El setè matí (títol original: The 7th Dawn) és una pel·lícula dramàtica en Technicolor de 1964 dirigida per Lewis Gilbert i protagonitzada per William Holden, Capucine i Tetsurō Tamba. La pel·lícula, ambientada durant l' emergència de Malaisia, està basada en la novel·la de 1960 The Durian Tree de Michael Keon i es va rodar a Malàisia. Està doblada al català.

## Argument
Les intrigues polítiques i personals envolten un grup de personatges a Malaia, després del final de la Segona Guerra Mundial.

## Repartiment
- William Holden com Major Ferris
- Capucine com Dhana Mercier
- Tetsurō Tamba com Ng
- Susannah York com Candace Trumpey
- Michael Goodliffe com Peter Trumpey
- Allan Cuthbertson com Coronel Cavendish
- Maurice Denham as Tarlton
- Sydney Tafler com Tom
- Beulah Quo com Ah Ming

## Novel·la original
The Durian Tree es va publicar el 1960. Va ser escrita pel periodista australià Michael Keon, i el personatge principal Ferris era australià. El New York Times la va anomenar "una novel·la seriosa i ambiciosa", però va dir que Keon era "un bon periodista però un novel·lista pobre". El Los Angeles Times ho va qualificar de "suspens, provocador, en definitiva il·luminador". Els drets de la pel·lícula van ser comprats per Charles K. Feldman .

## Producció
Lewis Gilbert va dir que Mina Wallis li va apropar per dirigir la pel·lícula amb William Holden i Audrey Hepburn. Va resultar que Hepburn no estava interessada, però Holden sí. A Gilbert li va agradar el guió i va acceptar fer-lo. Gilbert va dir que l'escriptor i productor original Karl Tunberg va sentir que Capucine, que era l'amant de Charlie Feldman i va ser elegida com l'amant eurasiàtica de Holden, estava mal interpretada. També va dir que William Holden ja havia treballat amb Capucine a The Lion i no volia tornar-ho a fer, així que semblava que Capucine seria substituïda. Tanmateix, Feldman va acomiadar Tunberg i va fer que Ben Hecht reescrigués el guió per construir el paper de Capucine. A Gilbert no li va agradar la nova pel·lícula i volia deixar-ho, però diu que Feldman va començar a plorar i li va suplicar que es quedés. Gilbert va treballar en el guió amb Hecht.
El guió incloïa una escena de nu per a Susannah York, que no volia fer-ho, però a la ubicació els cineastes van insistir. Va aparèixer en una presa i la seva substituta va aparèixer en una altra. Les fotos de York rodant l'escena es van publicar més tard a la revista Playboy . York va explicar: "Algú tenia una càmera de llarga distància. M'agradaria oblidar-la. És un negoci lamentable".

## Recepció
La pel·lícula va generar ingressos de 2,3 milions de dòlars i va ocupar el lloc 89 entre les pel·lícules americanes de 1964. Gilbert comentava que la pel·lícula no va recuperar el seu cost.

## Banda sonora
La partitura de la pel·lícula va ser composta per Riz Ortolani arran de la popularitat de la seva partitura per a Mondo Cane que es va estrenar als Estats Units el 1963. El tema principal "The Seventh Dawn" va ser cantat pels Lettermen a la banda sonora de la pel·lícula. Sergio Franchi va gravar la cançó com a senzill de 1964 i Roland Shaw va proporcionar una versió instrumental .